# Новониколаевская сельская община
Новониколаевская сельская община (укр. Новомиколаївська сільська громада) — территориальная община в Скадовском районе Херсонской области Украины. В состав общины входит 7 сёл. Население составляет 5 919 человек, площадь общины 242 км².
С марта 2022 года община находится под российской оккупацией в результате вторжения России в Украину.

## Населённые пункты
В состав общины входят 7 сёл: Беленькое, Карабулат, Михайловка, Новониколаевка, Новосёлка, Проминь и Труд.